# Chór Chłopięco-Męski Bazyliki Kaliskiej
Chór Chłopięco-Męski Bazyliki Kaliskiej – chór przy bazylice kolegiackiej Wniebowzięcia Najświętszej Maryi Panny w Kaliszu, członek Pueri Cantores; od 1987 dyrygentem chóru jest Marek Łakomy.

## Historia
Chór Chłopięco-Męski Bazyliki Kaliskiej jest bezpośrednim spadkobiercą chóru męskiego „Echo” założonego na przełomie 1891/1892 roku. Na przestrzeni ponad stuletniej działalności zespół związany był zarówno z kościołami kaliskimi (kolegiata – dzisiejsza bazylika św. Józefa, św. Mikołaja – obecna katedra i OO. Franciszkanów), jak i świeckimi stowarzyszeniami rzemieślniczymi. W 1929 roku zarejestrowano pierwsze Towarzystwo Śpiewacze „Echo Kaliskie” przy kolegiacie w Kaliszu, a w roku 1937 zmieniono na Towarzystwo Śpiewacze „Echo” w Kaliszu.
W dwudziestoleciu międzywojennym chór występował zarówno podczas uroczystości kościelnych jak i świeckich, zdobywał laury na przeglądach śpiewaczych. Lata powojenne dla „Echistów” były bardzo trudne.
Na przełomie lat 50. i 60. próbowano jeszcze nawiązać do tradycji przedwojennej, ale później działalność ograniczona została tylko do uczestnictwa w nabożeństwach i uroczystościach kościelnych.
W 1987 roku dyrygentem zostaje Marek Łakomy, który wprowadza daleko idące zmiany w zespole, odmienia repertuar, podnosi poziom wykonawczy. W 1993 roku, z inicjatywy Patrona Towarzystwa, Kustosza Sanktuarium św. Józefa – ks. prałata Lucjana Andrzejczaka utworzony zostaje chór chłopięcy „Schola Vocalis”. 
Przełomem dla tradycji śpiewaczej parafii był rok 1997, kiedy to ponownie nastąpiła formalna sądowa rejestracja Towarzystwa Śpiewaczego „Echo” w Kaliszu. Rozdzielone zostały funkcje organizacyjno-finansowe od artystycznych. Muzyczną wizytówką „Echa” stał się Chór Chłopięco-Męski Bazyliki Kaliskiej, którego kierownikiem artystycznym i dyrygentem pozostał Marek Łakomy. 
Opiekunem i Ojcem wielu przedsięwzięć do września 2001 roku był ks. prałat Lucjan Andrzejczak. Od roku 2000 zespół jest członkiem Międzynarodowego Stowarzyszenia „Pueri Cantores”. Obecnie pieczę nad zespołem sprawuje ks. prałat dr Jacek Plota, proboszcz parafii i kustosz Sanktuarium św. Józefa.

## Osiągnięcia
- I miejsce w „IV Ogólnopolskim Przeglądzie Chórów Kościelnych Pieśni Pokutnej i Pasyjnej Metropolii Górnośląskiej Żory” (2007)[1]
- Brązowy Dyplom na IV Ogólnopolskim Konkursie „Ars Liturgica” w Gnieźnie (2010)[1].